# Eviel Pérez Magaña
Eviel Pérez Magaña (San Juan Bautista Tuxtepec, Oaxaca; 6 de abril de 1963) es un político mexicano. Ha ocupado los cargos de Senador y Diputado federal, entre otros. Fue secretario de Desarrollo Social durante el gobierno del presidente Enrique Peña Nieto en 2018.

## Estudios
Eviel Pérez Magaña es licenciado en Administración de empresas egresado del TecMilenio, tiene además diplomados en Políticas Públicas, Gerencia y Gobierno Local, Gobernabilidad y Estado de Derecho. y en Finanzas Públicas Locales para la Competitividad y el Desarrollo.

## Carrera política
Inició su actividad política como miembro de la Unión de Camioneros-CTM de Tuxtepec, posteriormente fue dirigente del Frente Juvenil Revolucionario y participó en actividades de diversas campañas electorales el PRI en la zona de la cuenca del Papaloapan en Oaxaca durante la década de 1990 y principios de la de 2000.
En 2001 fue postulado candidato del PRI y electo presidente municipal de San Juan Bautista Tuxtepec, iniciando su cargo el 1 de enero de 2002 y permaneció en el mismo hasta solicitar licencia en 2003 para ser nuevamente candidato; en esta ocasión a diputado federal por el Distrito 1 de Oaxaca.
Resultó elegido a la LIX Legislatura de 2003 y que debería de concluir en 2006. En dicha legislatura fue integrante de las comisiones Fomento Cooperativo y Economía Social; Reforma Agraria; Transportes; y Especial para analizar los problemas de la agroindustria mexicana de la caña de azúcar. Al año siguiente, 2004, solicitó licencia al cargo al ser nombrado director general del Instituto de la Vivienda de Oaxaca en la administración del gobernador Ulises Ruiz Ortiz, que iniciaba aquel año y permaneció hasta 2005, en que pasó al cargo de Secretario de Obras Pública en el mismo gobierno.
Renunció a la secretaria de Obras Públicas en 2009 en que fue postulado en segunda ocasión candidato a diputado federal por el Distrito 1 y siendo electo a la LXI Legislatura de ese año a 2012. En la LXI Legislatura fue integrante de las comisiones de Función Pública, Pesca y Transportes.

### Candidato a gobernador de Oaxaca
En 2010 solicitó licencia a la diputación para ser candidato del PRI a gobernador de Oaxaca en las elecciones de ese año, , registrándose como aspirante el 1 de marzo. Las elecciones se producían en un clima políticamente crispado por los conflictos que habían ocurrido en el gobierno de Ulises Ruiz Ortiz, en particular el conflicto ministerial y la subsecuente ocupación policiaco-militar de la capital del estado.
Estos hechos, junto con varios escándalos de corrupción habían desprestigiado seriamente al gobernador y en consecuencia a su partido. Aquel mismo año, en Oaxaca, al igual que en los estados de Puebla y Sinaloa, se constituyeron coaliciones electorales formadas principalmente por los partidos Acción Nacional y de la Revolución Democrática que buscaron impulsar candidato comunes a las gubernaturas de dichos estados con el fin de contrarrestar a lo que ellos denominaban el aparato gubernamental que respaldaba a los candidatos del PRI.
En Oaxaca, la alianza fue conformada por el PAN, el PRD y Movimiento Ciudadano y postuló al militante de este último partido, Gabino Cué Monteagudo. Eviel Pérez Magaña fue a su vez respaldado además de por el PRI, por el Partido Verde Ecologista de México. La elección, celebrada el 4 de julio de 2010 y en ella Eviel resultó derrotado por Gabino Cué, obteniendo 613 651 votos, que equivalen al 41.90%, frente al 733 783 de Cué, que correspondieron al 50.11%. Fue la primera ocasión en el que el PRI perdió el gobierno del estado de Oaxaca.
Ese mismo año y después de su derrota, fue nombrado presidente estatal del PRI en Oaxaca y permaneció en este cargo hasta 2012, en que se separó de él para ser candidato a Senador en primera fórmula, correspondiéndole la segunda fórmula a Sofía Castro Ríos. Nuevamente resultó derrotado, y por tanto ocupó la senaduría de primera minoría para el periodo de 2012 a 2018.
En el Senado ocupó la presidencia de la comisión de Asuntos Indígenas y fue integrante de las de Desarrollo Rural; de Protección Civil; de Radio, Televisión y Cinematografía; y para el Sur-Sureste.

### Secretaría de Desarrollo Social
El 5 de abril de 2016 fue nombrado Subsecretario de Desarrollo Social y Humano de la Secretaría de Desarrollo Social por el titular de la misma, José Antonio Meade Kuribreña, para lo cual solicitó licencia a su curul en el Senado.
Permaneció en el cargo tras el nombramiento de Luis Miranda Nava como titular de la Secretaría, y al renunciar éste al cargo, el 10 de enero de 2018, el presidente Enrique Peña Nieto lo nombró como Secretario de Desarrollo Social a partir de esa misma fecha.